# Guénange
Guénange [prononcé Genéngen ou Ginnéngen en Platt (francique lorrain)] est une commune française située dans le département de la Moselle, en région Grand Est. Ses habitants sont appelés les Guénangeois.
Village lorrain jusqu’au début des années 1950, Guénange est par la suite devenue une cité dortoir de la sidérurgie lorraine afin de loger les ouvriers de cette activité florissante. La cité prend le nom de Guénange-Grande. D’autres cités semblables sont construites comme à Saint-Nicolas-en-Forêt. Après la crise sidérurgique des années 1970, Guénange a perdu une partie de sa population et est désormais une petite ville d’environ 7 500 habitants.

## Géographie
Guénange est située sur la rive droite de la Moselle entre Metz et Thionville, à 8 kilomètres de cette dernière. Elle a pour annexe Guélange et comme quartiers : Mont Cassin, Saint-Benoît, Bois carré, Haselbuch, Vignes de Saint-Antoine, SAMEC, Sous les vignes, Deux flacons, Tournaille et Boucle.
Son altitude varie de 150 à 230 m.

### Géologie
Le territoire se présente sous la forme d'affleurements sédimentaires tels des alluvions récents de la Moselle et des argiles à Promicroceras planicosta (Lotharingien).

### Hydrographie
La commune est située dans le bassin versant du Rhin au sein du bassin Rhin-Meuse. Elle est drainée par la Moselle, la Moselle canalisée, la Sée et le ruisseau le Thilbach.
La Moselle, d’une longueur totale de 560 kilomètres, dont 315 kilomètres en France, prend sa source dans le massif des Vosges au col de Bussang et se jette dans le Rhin à Coblence en Allemagne.
La Moselle canalisée, d'une longueur totale de 135,2 km, prend sa source dans la commune de Pont-Saint-Vincent et se jette  dans la Moselle à Kœnigsmacker, après avoir traversé 61 communes.
La Sée, d'une longueur totale de 10,9 km, prend sa source dans la commune de Luttange et se jette  dans la Moselle en limite de Bertrangeet d'Illange, face à Uckange, après avoir traversé sept communes.

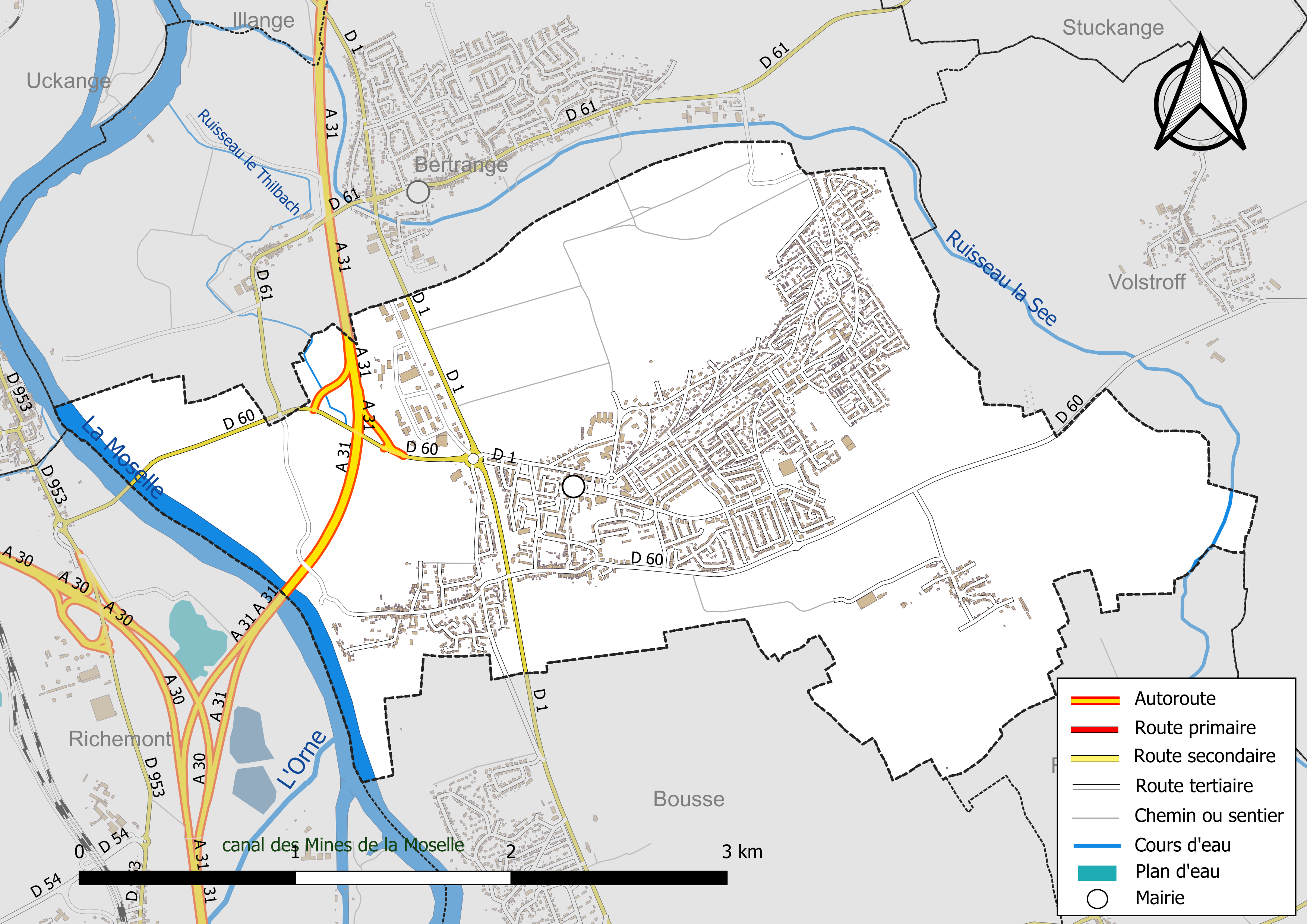
Réseaux hydrographique et routier de Guénange.

La qualité des eaux des principaux cours d’eau de la commune, notamment de la Moselle, de la Moselle canalisée et du ruisseau la See, peut être consultée sur un site dédié géré par les agences de l’eau et l’Agence française pour la biodiversité.

### Climat
Pour des articles plus généraux, voir Climat du Grand Est et Climat de la Moselle.
En 2010, le climat de la commune est de type climat des marges montargnardes, selon une étude du Centre national de la recherche scientifique s'appuyant sur une série de données couvrant la période 1971-2000. En 2020, Météo-France publie une typologie des climats de la France métropolitaine dans laquelle la commune est exposée à un climat semi-continental et est dans la région climatique  Lorraine, plateau de Langres, Morvan, caractérisée par un hiver rude (1,5 °C), des vents modérés et des brouillards fréquents en automne et hiver. 
Pour la période 1971-2000, la température annuelle moyenne est de 9,5 °C, avec une amplitude thermique annuelle de 16,9 °C. Le cumul annuel moyen de précipitations est de 772 mm, avec 12,4 jours de précipitations en janvier et 9,5 jours en juillet. Pour la période 1991-2020, la température moyenne annuelle observée sur la station météorologique de Météo-France la plus proche, « Malancourt », sur la commune d'Amnéville à 6 km à vol d'oiseau, est de 10,2 °C et le cumul annuel moyen de précipitations est de 884,1 mm. 
La température maximale relevée sur cette station est de 39,3 °C, atteinte le 25 juillet 2019 ; la température minimale est de −17,9 °C, atteinte le 5 janvier 1985,,. 
| Mois                                  | jan.             | fév.             | mars           | avril           | mai             | juin            | jui.           | août           | sep.           | oct.            | nov.             | déc.             | année      |
| ------------------------------------- | ---------------- | ---------------- | -------------- | --------------- | --------------- | --------------- | -------------- | -------------- | -------------- | --------------- | ---------------- | ---------------- | ---------- |
| Température minimale moyenne (°C)     | −0,4             | −0,3             | 2,2            | 4,9             | 8,5             | 11,5            | 13,6           | 13,4           | 10,2           | 7,1             | 3,2              | 0,6              | 6,2        |
| Température moyenne (°C)              | 1,8              | 2,7              | 6,3            | 10              | 13,7            | 16,9            | 18,9           | 18,7           | 14,8           | 10,4            | 5,7              | 2,6              | 10,2       |
| Température maximale moyenne (°C)     | 4,1              | 5,8              | 10,4           | 15              | 18,8            | 22,2            | 24,3           | 24             | 19,4           | 13,8            | 8,1              | 4,6              | 14,2       |
| Record de froid (°C) date du record   | −17,9 05.01.1985 | −15,6 07.02.1991 | −14,6 01.03.05 | −6,1 12.04.1986 | −1,4 06.05.1979 | −0,1 05.06.1991 | 2,9 22.07.1980 | 2,9 24.08.1980 | 1,3 07.09.1985 | −3,4 24.10.03   | −10,8 23.11.1998 | −15,5 03.12.1973 | −17,9 1985 |
| Record de chaleur (°C) date du record | 15,2 05.01.1999  | 20,9 27.02.19    | 25,6 31.03.21  | 27,9 21.04.18   | 32,4 28.05.17   | 35,4 26.06.19   | 39,3 25.07.19  | 38,2 08.08.03  | 33,1 15.09.20  | 26,2 10.10.1979 | 21,1 02.11.20    | 15,6 17.12.15    | 39,3 2019  |
| Précipitations (mm)                   | 85,9             | 70,2             | 67,5           | 52,6            | 67,9            | 68,4            | 70,7           | 69,5           | 69,6           | 79,7            | 81,7             | 100,4            | 884,1      |

| Diagramme climatique                                  |             |             |           |             |              |              |            |              |             |            |             |
| J                                                     | F           | M           | A         | M           | J            | J            | A          | S            | O           | N          | D           |
| 4,1−0,485,9                                           | 5,8−0,370,2 | 10,42,267,5 | 154,952,6 | 18,88,567,9 | 22,211,568,4 | 24,313,670,7 | 2413,469,5 | 19,410,269,6 | 13,87,179,7 | 8,13,281,7 | 4,60,6100,4 |
| Moyennes : • Temp. maxi et mini °C • Précipitation mm |             |             |           |             |              |              |            |              |             |            |             |

Les paramètres climatiques de la commune ont été estimés pour le milieu du siècle (2041-2070) selon différents scénarios d'émission de gaz à effet de serre à partir des nouvelles projections climatiques de référence DRIAS-2020. Ils sont consultables sur un site dédié publié par Météo-France en novembre 2022.

## Urbanisme

### Typologie
Au 1er janvier 2024, Guénange est catégorisée ceinture urbaine, selon la nouvelle grille communale de densité à sept niveaux définie par l'Insee en 2022.
Elle appartient à l'unité urbaine de Guénange, une agglomération intra-départementale regroupant deux  communes, dont elle est ville-centre,,. Par ailleurs la commune fait partie de l'aire d'attraction de Luxembourg (partie française), dont elle est une commune de la couronne,. Cette aire, qui regroupe 115 communes, est catégorisée dans les aires de 700 000 habitants ou plus (hors Paris),.

### Occupation des sols
L'occupation des sols de la commune, telle qu'elle ressort de la base de données européenne d’occupation biophysique des sols Corine Land Cover (CLC), est marquée par l'importance des territoires agricoles (43,1 % en 2018), en diminution par rapport à 1990 (52,3 %). La répartition détaillée en 2018 est la suivante : 
terres arables (39,4 %), zones urbanisées (25,5 %), forêts (23,9 %), zones industrielles ou commerciales et réseaux de communication (5,2 %), zones agricoles hétérogènes (3,1 %), eaux continentales (2,4 %), prairies (0,5 %). L'évolution de l’occupation des sols de la commune et de ses infrastructures peut être observée sur les différentes représentations cartographiques du territoire : la carte de Cassini (XVIIIe siècle), la carte d'état-major (1820-1866) et les cartes ou photos aériennes de l'IGN pour la période actuelle (1950 à aujourd'hui).

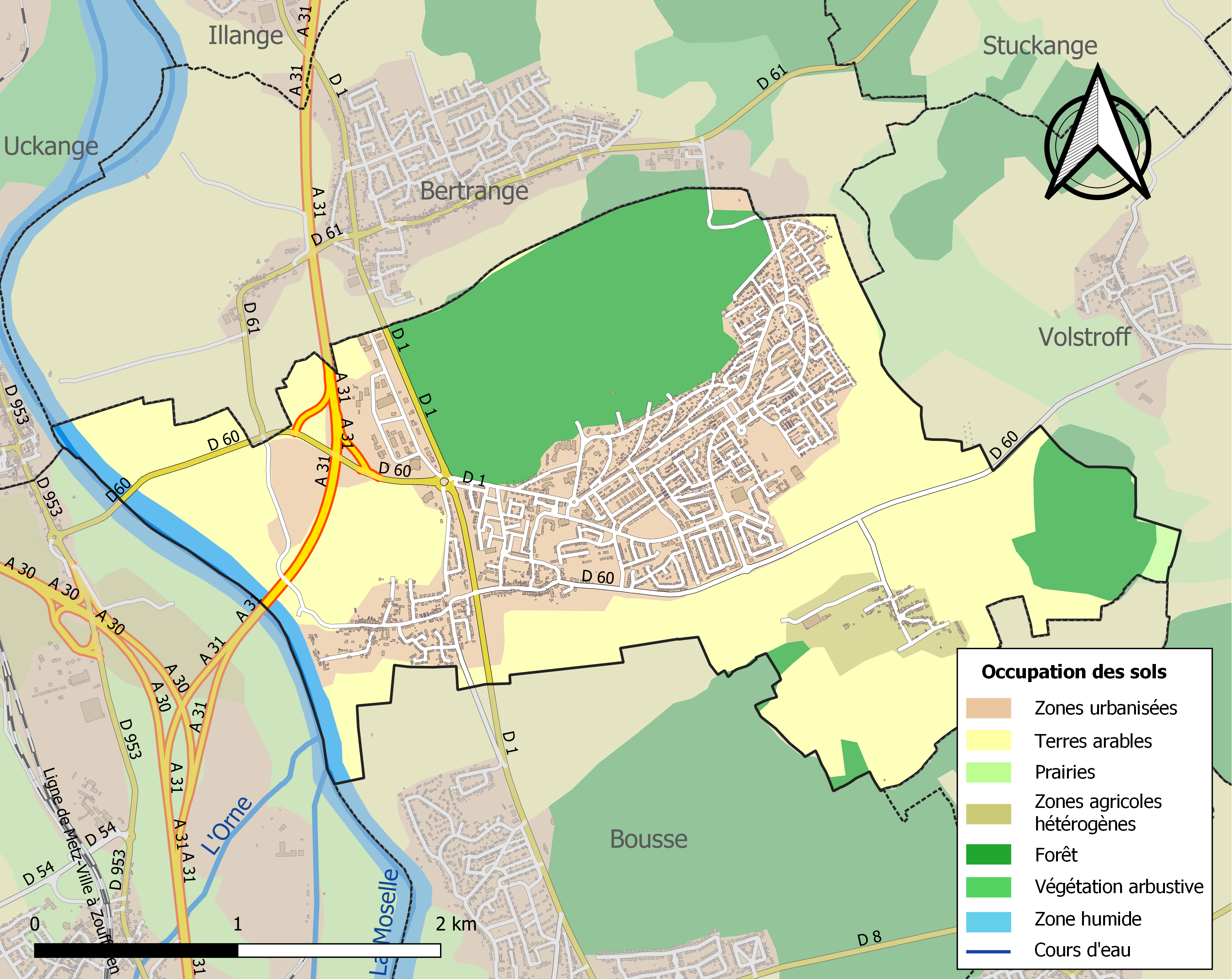
Carte des infrastructures et de l'occupation des sols de la commune en 2018 (CLC).

## Toponymie
- D'un nom de personne germanique Genno ou Ginno suivi du suffixe -ing francisé en -ange.
- Gueininga (1157), Geminges (1157), Genninges (1241), Guinnanges (1262), Guenanges (1353), Guiningen (1401), Guenenge (1430), Gynnyngen (1481), Ober et Nieder Geycingen (1514), Gentigen (liste des paroisses du décanat de Romba ou Redingen), Geyninga/Guemniga/Guerninga/Gerningen/Gueminge (1544), Guinningen (1572), Guenange haute et basse (1793), Niederginingen (1871-1918), Niederganingen (1940-1944).
- En allemand : Ober et Nieder Giningen[17]. En francique lorrain : Ginnéngen[18] et Genéngen.

## Historique

### Préhistoire
À l’époque préhistorique, la plus grande partie de la commune était sous les flots de la Moselle, gonflée par les eaux glaciaires, qui atteignait une largeur de 10 km.

### Époque romaine
Vers 900 av. J.-C., les Celtes occupent la vallée de la Moselle mais il faut attendre l’époque gallo-romaine, avant le Ve siècle, pour confirmer l’édification de villas prouvées par certaines trouvailles archéologiques et des tumulus dans les bois et les hauteurs de Guelange.

### Moyen Âge
Après la mort de Clovis, Guénange apparaît sous le nom de Ganigas sur un cartulaire de l’abbaye de Gorze. Avec le démantèlement de l’empire de Charlemagne, la région passe sous la domination des seigneurs du Luxembourg en 953 jusqu’en 1443.
Ses appellations seront : Gueminges (1157), Gananges (1269), Guinanges (de 1280 à 1391).
Guénange passe sous l’autorité de la Bourgogne sous Philippe le Bon en 1443, puis en 1477 sous la domination autrichienne.
Au Moyen Âge, Guénange était sous la domination des trois seigneurs, celui de Richemont qui avait des droits sur une partie de Guénange-Basse tandis que celui de Bertrange avait la haute, moyenne et basse justice sur presque tout le territoire. Le seigneur de Luttange faisait valoir ses droits sur une petite portion de terre.

### Époque moderne
Aux XVIe siècle et XVIIe siècle, la commune prend les noms suivants : Aber et Nieder Gegeingen en 1514, Geyninga, Guerningan, Gueninge, Guermingen, et Guénange.
En 1519, Guénange devient espagnole en dépendant de l'ancien duché de Luxembourg. Elle le restera jusqu’en 1643. En effet, après le siège et la prise de Thionville par les armées françaises du duc de Condé, Guénange entre pour la première fois dans le giron français. Le traité des Pyrénées confirmera officiellement cette prise de possession en 1659.
Commune indépendante jusqu’en 1810, Guélange est aujourd’hui rattachée à la commune de Guénange.
En 1817, Guénange (haute et basse), village sur la droite de la Moselle avait pour annexe le village de Guélange. À cette époque il y avait 480 habitants répartis dans 94 maisons. À Guélange, il y avait 149 habitants répartis dans 33 maisons.

### Époque contemporaine
1870 : la guerre franco-prussienne éclate. Après la déroute de Sedan, le traité de Francfort, du 10 mai 1871 enlève Guénange à la France.
Beaucoup d’habitants quittèrent le « Reichsland Elsass-Lothringen » pour rejoindre leur patrie d’origine. En 1918, Guénange redeviendra française, en 1940 elle reviendra à l’Allemagne et sera définitivement rattachée à la France en 1945.
La conduite héroïque des Guénangeois pendant cette dernière guerre valut à la ville d’être citée avec l’attribution de la croix de Guerre avec étoile de bronze, le 10 octobre 1948.
Vient l’expansion de la ville avec la construction de la cité. Les usines sidérurgiques des vallées de la Fensch et de l’Orne attirent les ouvriers de tous les coins de France et de l’étranger.
- En 1952, Guénange compte 580 habitants.
- En 1954 : 3 826 habitants
- En 1960 : 10 062 habitants
- En 1990 : 6 794 habitants

Au dernier recensement, Guénange compte 7124 habitants.
Cette petite évolution vers la hausse est due aux nouvelles constructions, après la chute inévitable entre 1960 et 1990 due à la récession dans la sidérurgie, ainsi qu’à la démolition de 400 logements collectifs.
La situation de Guénange, à proximité des zones industrielles d’Ennery et de Basse-Ham laisse espérer son extension par la création de nouveaux quartiers. Des efforts d’urbanisation et le désenclavement de Guénange par la possibilité d’accès à l’autoroute A31, devraient favoriser son expansion industrielle et démographique.

## Situation linguistique
En 1887, la commune est située sur la frontière linguistique, du côté germanophone.
En 1925, seuls les habitants de plus de 60 ans parlent encore couramment le dialecte francique de Guénange et en 1983 quelques  personnes âgées en possèdent encore des rudiments.

## Démographie
L'évolution du nombre d'habitants est connue à travers les recensements de la population effectués dans la commune depuis 1793. Pour les communes de moins de 10 000 habitants, une enquête de recensement portant sur toute la population est réalisée tous les cinq ans, les populations de référence des années intermédiaires étant quant à elles estimées par interpolation ou extrapolation. Pour la commune, le premier recensement exhaustif entrant dans le cadre du nouveau dispositif a été réalisé en 2007.

En 2022, la commune comptait 7 922 habitants, en évolution de +10,17 % par rapport à 2016 (Moselle : +0,52 %, France hors Mayotte : +2,11 %).
| 1793 | 1800 | 1806 | 1821 | 1836 | 1841 | 1861 | 1866 | 1871 |
| ---- | ---- | ---- | ---- | ---- | ---- | ---- | ---- | ---- |
| 418  | 427  | 465  | 661  | 686  | 681  | 582  | 569  | 529  |

| 1875 | 1880 | 1885 | 1890 | 1895 | 1900 | 1905 | 1910 | 1921 |
| ---- | ---- | ---- | ---- | ---- | ---- | ---- | ---- | ---- |
| 503  | 479  | 429  | 419  | 542  | 547  | 653  | 753  | 680  |

| 1926 | 1931 | 1936 | 1946 | 1954  | 1962  | 1968  | 1975  | 1982  |
| ---- | ---- | ---- | ---- | ----- | ----- | ----- | ----- | ----- |
| 769  | 797  | 784  | 544  | 3 826 | 8 360 | 9 862 | 9 397 | 8 327 |

| 1990  | 1999  | 2006  | 2007  | 2012  | 2017  | 2022  | - | - |
| ----- | ----- | ----- | ----- | ----- | ----- | ----- | - | - |
| 6 794 | 7 124 | 6 966 | 6 938 | 7 057 | 7 210 | 7 922 | - | - |

## Politique et administration

### Liste des maires
| Période                                  | Période       | Identité               | Étiquette | Qualité |
| ---------------------------------------- | ------------- | ---------------------- | --------- | --- |
| mars 1965                                | mars 1977     | André Maljean          |           | Instituteur |
| mars 1977                                | décembre 1997 | Jean-Marie Aubron      | PS        | Ancien métallurgiste Député de la 8e circonscription de la Moselle (1997 → 2007) Conseiller général du canton de Metzervisse (1976 → 1982 puis 1988 → 2008) |
| décembre 1997                            | Mai 2020      | Jean-Pierre La Vaullée | PS        | Retraité sidérurgiste Conseiller général du canton de Metzervisse (2008 → 2015)                                                                             |
| mai 2020                                 | En Cours      | Pierre Tacconi         | DVC-MR    | Ingénieur commercial Conseiller départemental remplaçant du canton de Metzervisse (2015 → 2021) Conseiller départemental depuis 2021                        |
| Les données manquantes sont à compléter. |               |                        |           | |

### Jumelages
Laer (Allemagne), voir Laer (de) Site Internet

## Société et services publics

### Établissements scolaires
La commune de Guénange permet de suivre une scolarité allant de la maternelle au secondaire avec, toutefois, un choix de plus en plus limité, comprenant :
- Trois écoles maternelles : les Capucines, Clair-Matin, la Canopée.
- Deux écoles primaires : La Canopée et Sainte-Scholastique
- Un collège René-Cassin

Désaffecté en 2014, le lycée professionnel nommé Joseph-Cressot s'était spécialisé dans l'hygiène et la propreté. En 2022, celui-ci a été remplacé par le groupe scolaire et périscolaire la Canopée, accueillant désormais les élèves de l'ancienne école St Matthieu.

### Associations sportives
Guénange permet également à sa population d’accéder à de nombreuses activités sportives et culturelles, notamment : 
- un club de football
- un club de danse
- un club de handball
- un club d’athlétisme
- un club de judo
- un club de tennis
- un club de pétanque
- Un centre équestre
- Un club de badminton
- Un club de cyclotourisme
- Un club de voile

## Culture et patrimoine

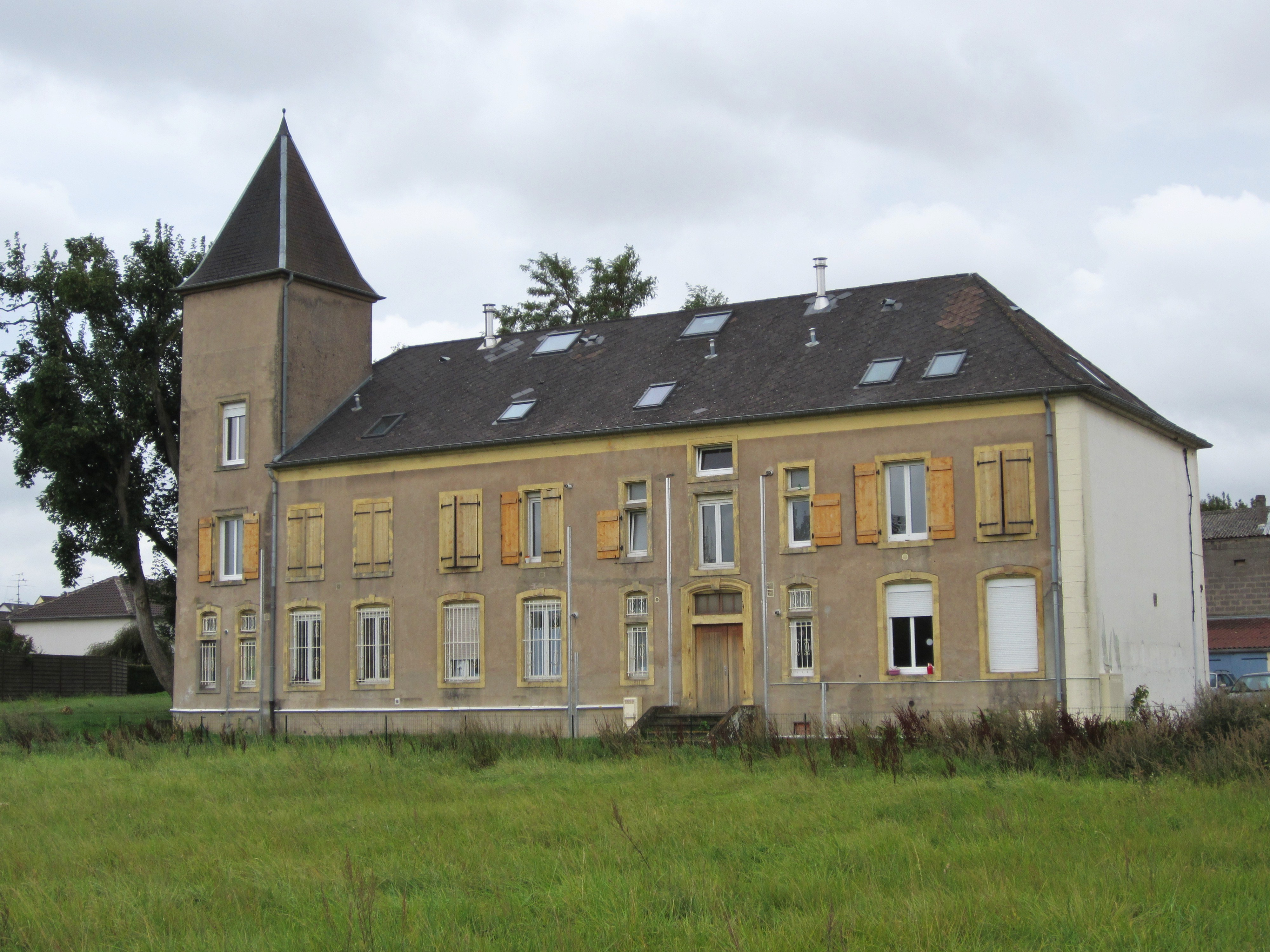
Château Sainte-Marie.

### Lieux et monuments
- Château Sainte-Marie à Basse-Guénange, daté XVIIIe siècle; le puits est du XVIe siècle; baies du 1er étage de la façade postérieure ont été repercées XIXe siècle.
- Maison des orphelins-apprentis fondée en 1895, dirigée par les Frères des Écoles chrétiennes depuis 1901, détruite en 2012.
- Église néo-gothique Saint-Mathieu. L’église primitive existait en 1157. D’importants travaux furent effectués en 1607. La sacristie est construite en 1744. Le clocher est reconstruit en façade en 1803. La nef est démolie et reconstruite à l’initiative du curé Hilt par l’architecte Laydecker de Metz (Moselle) en 1861. Les voûtes de la nef sont reconstruites en 1876. Le chœur est transformé en 1878. Le clocher endommagé par les bombardements de novembre 1944 est rebâti en 1947.
- Presbytère à Haute Guénange, construit au XVIIIe siècle ; la partie exploitation a été remaniée au XIXe siècle lorsque le nouveau presbytère a été construit et celui-ci transformé en ferme
- Presbytère à Haute Guénange, construit en 1853 en remplacement de l'ancien presbytère, actuellement ferme.
- Chapelle Saint-Benoit moderne du XXe siècle.
- Chapelle de cimetière.

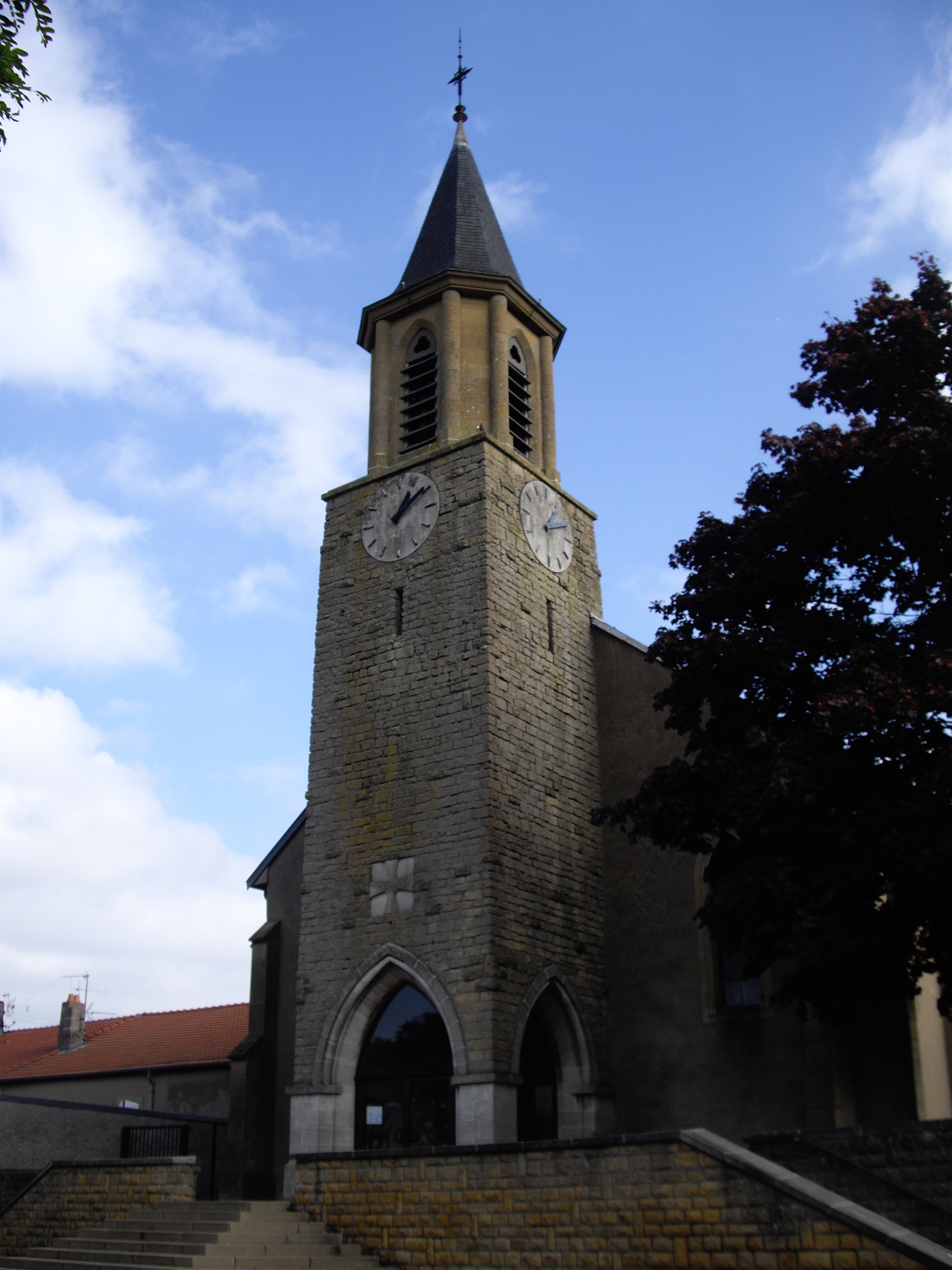
Église Saint-Matthieu.
Chapelle Saint-Benoît.
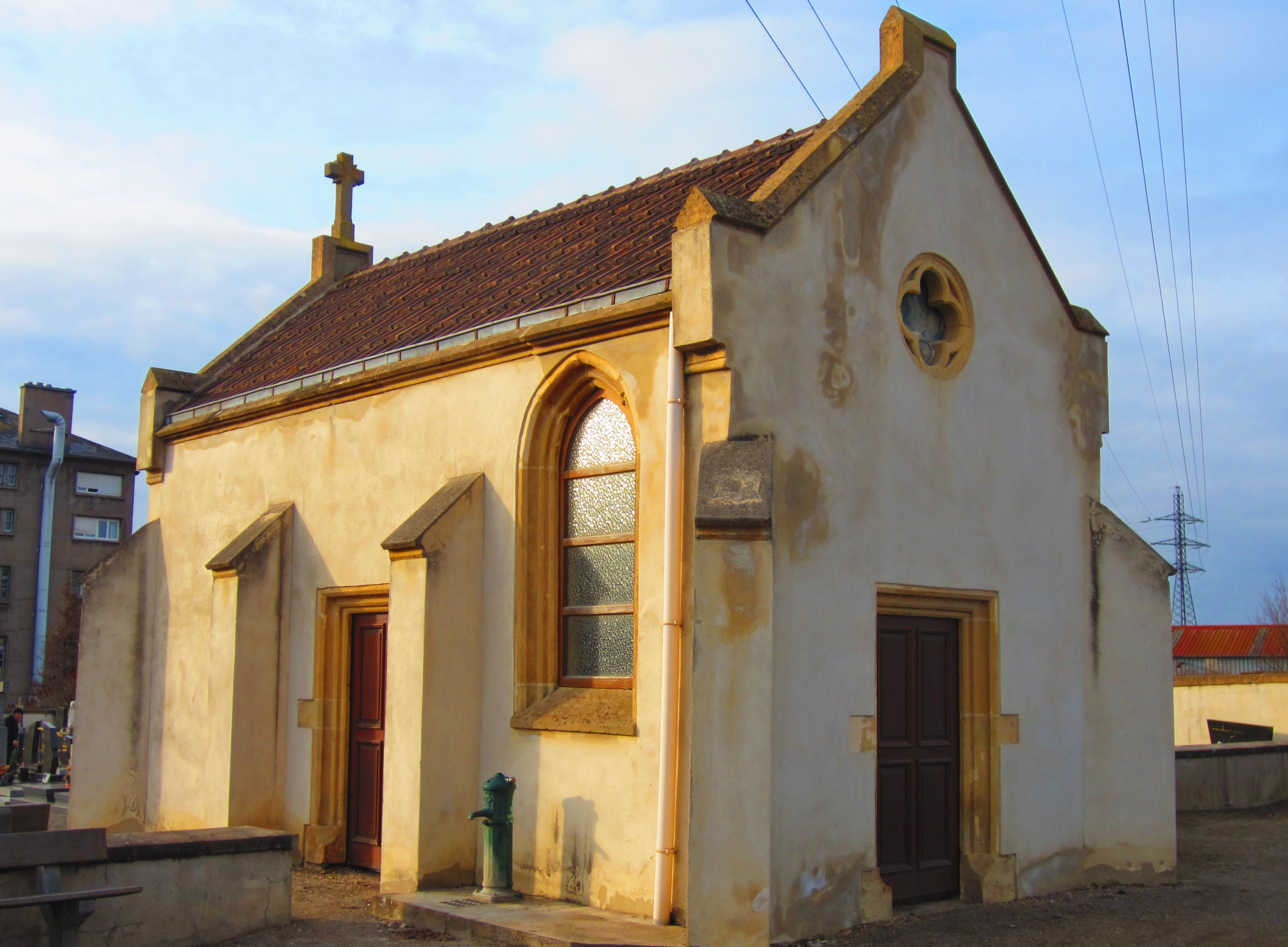
Chapelle de Cimetière.

### Personnalités liées à la ville
- Philippe Mathelin, général né en 1831 à Guénange.
- Vincent Laurini, footballeur professionnel en Italie, né en 1989.

### Héraldique
| Blason de Guénange | Blason  | Mi-parti d'or à la croix de gueules, cantonnée de vingt billettes du même ; et fascé d'or et d'azur de six pièces. |
| Blason de Guénange | Détails | |